# 志紀郡
- 令制国一覧 > 畿内 > 河内国 > 志紀郡
- 日本 > 近畿地方 > 大阪府 > 志紀郡

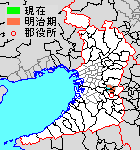
大阪府志紀郡の位置（水色：後に他郡から編入した区域）

志紀郡（しきぐん）は、かつて河内国・堺県・大阪府にあった郡。

## 郡域
1880年（明治13年）に行政区画として発足した当時の郡域は、概ね下記の区域にあたる。
- 藤井寺市の大部分（津堂および小山の一部を除く小山、小山藤の里町、沢田、西古室より北東）
- 八尾市の一部（木本および若林町・太田・木の本の各一部を除く北木の本、老原、天王寺屋、二俣、曙川東より南西および曙町の一部）
- 柏原市の一部（河原町、清州、上市以西）

## 歴史

### 古代

#### 式内社
『延喜式』神名帳に記される郡内の式内社。
| 神名帳                      | 神名帳                   | 神名帳 | 神名帳   | 比定社         | 比定社               | 比定社           | 集成 |
| 社名                        | 読み                     | 格     | 付記     | 社名           | 所在地               | 備考             | 集成 |
| --------------------------- | ------------------------ | ------ | -------- | -------------- | -------------------- | ---------------- | ---- |
| 志紀郡 14座（大6座・小8座） |                          |        |          |                |                      |                  |      |
| 志貴県主神社                | シキアカタヌシノ         | 大     | 月次新嘗 | 志貴縣主神社   | 大阪府藤井寺市惣社   | 河内国総社       |      |
| 長野神社                    | ナカノノ                 | 小     | 鍬       | 合祀：辛国神社 | 大阪府藤井寺市藤井寺 |                  |      |
| 志疑神社                    | シキノ                   | 小     |          | 志疑神社       | 大阪府藤井寺市大井   |                  |      |
| 黒田神社                    | クロタノ                 | 小     |          | 黒田神社       | 大阪府藤井寺市北条町 |                  |      |
| 樟本神社 三座               | マキモトノ               | 小     | 鍬靫     | 樟本神社       | 大阪府八尾市木の本   |                  |      |
| 樟本神社 三座               | マキモトノ               | 小     | 鍬靫     | 樟本神社       | 大阪府八尾市南木の本 |                  |      |
| 樟本神社 三座               | マキモトノ               | 小     | 鍬靫     | 樟本神社       | 大阪府八尾市北木の本 |                  |      |
| 志紀長吉神社 二座           | シキノナカヨシノ -ナカエ | 並大   | 月次新嘗 | 志紀長吉神社   | 大阪市平野区長吉長原 |                  |      |
| 伴林氏神社                  | トモハヤシウチノ         | 小     |          | 伴林氏神社     | 大阪府藤井寺市林     |                  |      |
| 辛国神社                    | カラクニノ               | 小     |          | 辛国神社       | 大阪府藤井寺市藤井寺 |                  |      |
| 当宗神社 三座               | マサムネノ               | 並大   | 月次新嘗 | 當宗神社       | 大阪府羽曳野市誉田   | 誉田八幡宮境内社 |      |
| 凡例を表示                  |                          |        |          |                |                      |                  |      |

### 近世以降の沿革
- 「旧高旧領取調帳」に記載されている明治初年時点での支配は以下の通り。●は村内に寺社領が、○は寺社除地[2]が存在。（22村）

| 知行   | 知行                     | 村数 | 村名                                        |
| ------ | ------------------------ | ---- | ------------------------------------------- |
| 幕府領 | 幕府領（代官支配）       | 2村  | ○柏原村、○北条村                            |
| 幕府領 | 幕府領（宇都宮藩預地）   | 1村  | 小山村                                      |
| 幕府領 | 幕府領（代官）・旗本領   | 1村  | ○田井中村                                   |
| 藩領   | 和泉伯太藩               | 5村  | ○大井村、○国府村、○林村、●古室村、北木本村  |
| 藩領   | 上野沼田藩               | 5村  | ○沢田村、○太田村、沼村、南老原村、○南木本村 |
| 藩領   | 相模小田原藩             | 4村  | ○船橋村、市村新田、天王寺屋新田、二俣新田   |
| 藩領   | 河内丹南藩               | 2村  | 西老原村、○東老原村                         |
| その他 | 公家領（久我家）・沼田藩 | 1村  | ○弓削村                                     |
| その他 | 寺社領                   | 1村  | ○道明寺村                                   |

- 慶応4年

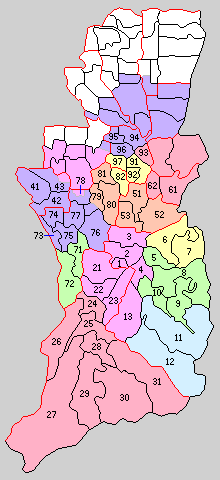
91.道明寺村 92.沢田村 93.柏原村 94.志紀村 95.三木本村 96.太田村 97.小山村（上黄：藤井寺市 左緑：大阪狭山市 右紫：八尾市 上桃：松原市 上赤：柏原市 1 - 13は石川郡 21 - 31は錦部郡 41 - 43は八上郡 51 - 53は古市郡 61・62は安宿部郡 71 - 82は丹南郡）

  - 2月 - 幕府領（代官支配）・旗本領が大坂裁判所司農局の管轄となる。
  - 5月2日（1868年6月21日） - 大坂裁判所司農局の管轄地域が大阪府司農局の管轄となる。
  - 6月8日（1868年7月27日） - 大阪府司農局の管轄地域が大阪府南司農局の管轄となる。
  - 6月 - 戊辰戦争後の処分により小田原藩が減封となり、本郡内の領地が消滅。
- 明治2年
  - 1月20日（1869年3月2日） - 大阪府南司農局の管轄地域が河内県の管轄となる。
  - 8月2日（1869年9月7日） - 河内県の管轄地域が堺県の管轄となる。
- 明治3年（1870年） - 宇都宮藩預地が堺県の管轄となる。
- 明治4年
  - 7月14日（1871年8月29日） - 廃藩置県により藩領が伯太県、沼田県、丹南県の管轄となる。
  - 10月28日（1871年12月10日） - 第1次府県統合により、沼田県の管轄地域が群馬県の管轄となる。
  - 11月22日（1872年1月2日） - 第1次府県統合により、全域が堺県の管轄となる。
- 明治7年（1874年）1月22日 - 大区小区制の堺県での施行により、河内国第1大区・河内国第2大区となる。
- 明治8年（1875年） - 南老原村・西老原村・東老原村が合併して老原村となる。（20村）
- 明治13年（1880年）4月15日 - 郡区町村編制法の堺県での施行により、行政区画としての志紀郡が発足。古市郡古市村の真蓮寺に「古市郡役所」が設置され、同郡および石川郡・錦部郡・八上郡・安宿部郡・丹南郡とともに管轄。古市郡役所はまもなく改称して「石川錦部八上古市安宿部丹南志紀郡役所」となる。
- 明治14年（1881年）2月7日 - 大阪府の管轄となる。
- 明治16年（1883年） - 郡役所が石川郡富田林村の興正寺別院に移転。
- 明治22年（1889年）4月1日 - 町村制の施行により、下記の各村が発足。（7村）
  - 道明寺村 ← 北条村、国府村、船橋村、大井村、道明寺村（現・藤井寺市）
  - 沢田村 ← 沢田村、古室村、林村（現・藤井寺市）
  - 柏原村 ← 市村新田、柏原村（現・柏原市）
  - 志紀村 ← 田井中村、弓削村、老原村、天王寺屋新田、二俣新田（現・八尾市）
  - 三木本村 ← 南木本村、北木本村、丹北郡木本村（現・八尾市）
  - 太田村 ← 沼村、太田村、丹北郡太田村（現・八尾市）
  - 小山村 ← 小山村、丹北郡小山村、津堂村（現・藤井寺市）
- 明治23年（1890年）3月31日 - 道明寺村・沢田村が合併し、改めて道明寺村が発足。
- 明治29年（1896年）4月1日 - 郡制の施行のため、三木本村を除く「石川錦部八上古市安宿部丹南志紀郡役所」が管轄する各郡の区域をもって南河内郡が、「丹北大県高安河内若江渋川郡役所」が管轄する各郡および志紀郡三木本村の区域をもって中河内郡がそれぞれ発足。同日志紀郡廃止。

## 行政
古市郡長→堺県石川・錦部・八上・古市・安宿部・丹南・志紀郡長
| 代 | 氏名     | 就任年月日                | 退任年月日               | 備考         |
| -- | -------- | ------------------------- | ------------------------ | ------------ |
| 1  | 稲垣謙蔵 | 明治13年（1880年）4月16日 | 明治14年（1881年）2月6日 | 大阪府に移管 |

大阪府石川・錦部・八上・古市・安宿部・丹南・志紀郡長
| 代   | 氏名     | 就任年月日                | 退任年月日                | 備考                 |
| ---- | -------- | ------------------------- | ------------------------- | -------------------- |
| 1    | 稲垣謙蔵 | 明治14年（1881年）2月7日  | 明治14年（1881年）4月14日 |                      |
| 2    | 増田濶   | 明治14年（1881年）4月14日 | 明治19年（1886年）5月3日  |                      |
| 3    | 弘道輔   | 明治19年（1886年）5月3日  | 明治25年（1892年）6月2日  |                      |
| 4    | 山口昌寿 | 明治25年（1892年）6月2日  | 明治26年（1893年）5月31日 |                      |
| 5    | 島田祐信 | 明治26年（1893年）5月31日 | 明治28年（1895年）5月11日 |                      |
| 代理 | 岡村亨   | 明治28年（1895年）5月11日 | 明治28年（1895年）7月10日 |                      |
| 6    | 深瀬和直 | 明治28年（1895年）7月10日 | 明治29年（1896年）3月31日 | 分割により志紀郡廃止 |